# Göran Manneberg
Ulf Göran Manneberg, ursprungligen Lindberg, född 22 mars 1955 i Stockholm, är en svensk fysiker.
Manneberg studerade vid Stockholms universitet, där han blev fil. kand. i matematik och fil. kand. i fysik. Därefter doktorerade han vid KTH på en avhandling inom icke-linjär optik.
Manneberg, som är docent, är universitetslektor på KTH, men undervisar och forskar även i viss mån på andra högskolor, bland annat Karolinska institutet, och har blivit vald till Årets lärare av studentkåren på KTH tre gånger. Han har även fått liknande pris på bland annat försvarshögskolan.